# المذنبون (فلم)
المذنبون هو فيلم جريمة مصري أُنتج عام 1975، من بطولة سهير رمزي وحسين فهمي وصلاح ذو الفقار وعادل أدهم وزبيدة ثروت وآخرين، ومن تأليف الأديب نجيب محفوظ وإخراج سعيد مرزوق. الفيلم يحتل المرتبة 64 في قائمة أفضل مئة فيلم في تاريخ السينما المصرية.

## قصة الفيلم
تموت الممثلة سناء كامل (سهير رمزي) مقتولة في فراشها، وتبدأ النيابة في البحث عن القاتل، ويتم إستدعاء كل المدعوين الذين كانوا في بيتها ليلة مصرعها، ابتداء من خطيبها المخرج أحمد صابر (حسين فهمي) الذي أبلغ بالجريمة بأنه سمع من يطعن خطيبته وهو يتصل بها هاتفيًا، إلي حافظ بيه (صلاح ذو الفقار) رئيس مجلس إدارة الشركة الوطنية للمقاولات وهو شخصية ذات سلوك وظيفي منحرف مصاب بعقدة تفوق والذي يساعد الممثلة سناء في بناء العمارات مقابل علاقة جنسية ويخون صديقه مع زوجته مني (زبيدة ثروت) وهو علي علاقة بالممثلة سناء في نفس الوقت. ثم ناظر المدرسة أليف البحراوي (عماد حمدي) الذي سرب الامتحان، ومدير الجمعية فهمي القليوبي (توفيق الدقن) الذي يبيع السلع المدعومه للأغنياء ويوصلها لهم في البيوت، إلى الشاب الفحل ممدوح (عادل أدهم) الذي يبيع جسده للممثله سناء وهو في نفس الوقت يدبر خطه لسرقة خزينة إحدى المؤسسات بمساعدة زميله لص الخزائن (إبراهيم خان) إلي الطبيب تحسين (يوسف شعبان) الذي ينفذ عمليات إجهاض مخالفة للقانون كما أن هناك رجلا في قمة السلطة (كمال الشناوي) يتردد على فراش الممثلة من أجل قضاء وقت ممتع، يتم القبض على كل من كانوا في الحفل، بعد أن كشفت النيابة أن الجرائم التي ارتكبوها أثناء وجود الحفل، لا تقل عن جريمة قتل ممثلة في فراشها، يكتشف المحقق حسين (عمر الحريري) اختفاء قرط ثمين كان مع الممثلة ويعرف أن صاحبته هي أم أحمد صابر خطيب القتيلة، ويعترف خطيبها المخرج أنه قتلها بدافع الغيرة، فقد رأها في الفراش مع رجل السلطة.

## طاقم التمثيل
- حسين فهمي بدور (أحمد صابر)
- صلاح ذو الفقار بدور (حافظ بيه)
- عادل أدهم بدور (ممدوح)
- يوسف شعبان بدور (تحسين)
- عماد حمدي بدور (أليف البحراوي)
- سهير رمزي بدور (سناء كامل)
- زبيدة ثروت بدور (مني)
- كمال الشناوي بدور (رجل السلطة)
- عمر الحريري بدور (المحقق حسين)
- توفيق الدقن بدور (فهمي القليوبي)
- عبد الوارث عسر بدور (عم نجيب)
- نبيل بدر بدور (إبراهيم المنتج اللبناني)
- حياة قنديل بدور (أمينة)
- عبد المنعم إبراهيم بدور (بنفسه)
- سمير صبري بدور (بنفسه)
- سعيد عبد الغني بدور (سامي مساعد المحقق)
- وحيد سيف بدور (سامي الجعر)

## أزمة منع الفيلم
لم تمر الرقابة على المصنفات الفنية في مصر بأزمة كالتي مرت عام 1975 بسبب فيلم ” المذنبون ” ..فقد أدى سماح الرقابة للفيلم بالعرض إلى معاقبة كل الكوادر الرقابية المسئولة عن هذا السماح .. كما أدى أيضاً إلى صدور قوانين رقابية جديدة . كان ”المذنبون” رابع فيلم روائي للمخرج سعيد مرزوق وقد كتب له القصة الأديب نجيب محفوظ بينما كتب له السيناريو والحوار ممدوح الليثى..وتدور أحداثه على شكل تحقيق بوليسى حول مقتل ممثلة سينمائية مشهورة أثناء إحدى السهرات والتي ضمت مجموعة كبيرة من شخصيات المجتمع المختلفة ..وعندما يتم التحقيق مع هذه الشخصيات باعتبارهم متهمين في جريمة القتل يتضح أن لكل منهم جريمة فساد لا تقل عن القتل في بشاعتها ..فهذا ناظر مدرسة يسرب الامتحان ..وهذا طبيب يجرى عمليات إجهاض ..وهذا مهندس يغش في البناء .. وهكذا.

### عن الفيلم
كان الفيلم صارخاً في تعريته للفساد بشكل يبدو غريباً على السينما المصرية ..إضافة لاحتواءه على كم كبير من المشاهد الجنسية الجريئة .. لكن عرض الفيلم في المسابقة الرسمية لأولى دورات مهرجان القاهرة السينمائي الدولى وإستقباله بشكل ممتاز من النقاد العالميين جعل الرقباء يميلون إلى السماح بعرض الفيلم خاصة أن فيلم الكرنك الذي دارت حوله مشاكل رقابية عام 1975 كان قد تقرر عرضه بقرار سياسى وهو ما يعنى أن الاتجاه العام للدولة يميل لتشجيع حرية التعبير .. وبالفعل وافقت الرقابة على عرض الفيلم وهو ما حدث بتاريخ 23-9-1976 إضافة لعرضه في عدة عواصم عربية.

## استقبال الفيلم
وبعد عرض الفيلم تلقى مجلس الشعب العديد من خطابات المصريين العاملين بالخارج تطالب بأخذ موقف من فيلم ”المذنبون” لأنه يسئ لهم في البلاد التي يعملون بها، لما يحمله من تعرية لإنحرافات المجتمع المصرى وفساد كثير من شرائحه .. وأحال المجلس هذه الخطابات لوزير الإعلام والثقافة في ذلك الوقت ” د.جمال العطيفى” لإتخاذ اللازم . فقرر إيقاف عرض الفيلم وتحويل ملفه الرقابى بالكامل للنيابة الإدارية لمعاقبة الجهاز ..ثم أصدر القرار رقم 220 لسنة 1976 بشأن تشديد القواعد الأساسية للرقابة على المصنفات الفنية وهو القرار الذي اعتبره السينمائيون جريمة في حق السينما المصرية، حيث كان أهم ما جاء في بنوده، منع جميع المشاهد والحركات والعبارات ذات الدلالة الجنسية، منع مشاهد الرقص، عدم عرض جرائم الانتقام والأخذ بالثأر، عدم عرض الانتحار، عدم عرض المشكلات الاجتماعية بطريقة تدعو إلى إشاعة اليأس في نفوس الجماهير . أما جهاز الرقابة فقد تمت إحالة رئيسته ” أعتدال ممتاز ” إلى المعاش وتحويلها بصحبة 14 آخرين من الجهاز إلى المحكمة التأديبية العليا بتهمة الإخلال الجسيم بواجبات الوظيفة .

## روابط خارجية
- مقالات تستعمل روابط فنية بلا صلة مع ويكي بيانات